# Sainte-Marie-du-Mont, Manche

Sainte-Marie-du-Mont este o comună în departamentul Manche, Franța. În 1 ianuarie 2022 avea o populație de 694 de locuitori.